# Hypena squamea
Hypena squamea là một loài bướm đêm trong họ Erebidae.